# يهود كرد
يهود كرد وهم اليهود الذين تعود أصولهم إلى مناطق كردستان في شمال العراق وشمال غرب إيران وجنوب شرق تركيا وشمال شرق سوريا وقد كانوا يتكلمون باللغات الآرامية والكردية والعبرية والأذرية ويعيش أغلبهم حالياً في إسرائيل.

## الأصل
تعود أصول اليهود الكرد إلى مناطق الأجزاء الأربعة لكردستان (شمال العراق وشمال غرب إيران وجنوب شرق تركيا وشمال سوريا)، وقد كانوا يتكلمون اللغة الكردية، ٳنّ ٲهم ٳشارة الی التأريخ القديم لليهود الكرد تتجسد في وجود مقابر الأنبياء في كردستان، مثل مرقد النبي دانيال في قلعة كركوك. وهي قلعة كردية عريقة بنيت علی يد ٲجداد الكُرد الأوائل (الكوتيين) ومرقد النبي ناحوم في مدينة القوش في سهل نينوی.

## التاريخ
وذكرت بعض المصادر التاريخية بأن الدين اليهودي قد وصل الی كردستان منذ ٲيام التهجير الاشوري للیهود إلی كردستان. والذين عرفوا بأنهم ٲحفاد الأسباط العشرة، وذلك بعد ٲن سباهم الآشوريين من وطنهم الأم وٲسكنوهم في كردستان، حيث كانت الاجزاء الغربية من كردستان ومنها مدينة ٲربيل وقلعتها الكردية العريقة تخضع لسيطرة الآشوريين، إلی ٲن تم تحريرها علی يد الكرد الميديين، ومنذ ٲيام ٳمارة ٲديابين التي تأسست في كردستان.
تقول المصادر اليهودية بأن كردستان هي ٲقدم منفی في العالم نفي إليه اليهود، وٲن يهود كردستان كانوا من ٲوائل المشردين من ٲرض كنعان، تقول روایات قديمة ٳنّ اليهود الاكراد يعودون بأصولهم الی عشرة ٲسباط بني ٳسرائيل. الذين تم ٳجلاؤهم في القرن الثامن قبل الميلاد / 800ق.م، ٲي قبل ظهور مملكة ماد (ميديا) الكردية، حيث كانت هناك هجمات مستمرة من قبل مملكة آشور علی مملكة اورارتو الكردية التي كانت تضم الاجزاء الشمالية من كردستان، وهجمات آشورية علی القبائل الكردية الساكنة في جبال كردستان الشرقية والذين شكلوا فيما بعد مملكة ماد، بينما كانت الاجزاء الغربية والجنوبية من بلاد الكرد بما فيها قلعة ٲربيل خاضعة لسيطرة مملكة آشور، هذه الجذور القديمة ليهود كردستان دفعت ثاني رئيس لدولة ٳسرائيل يتسحاق بن تسفي الی القول: (ٲحفاد الاسباط العشرة الذين ضاعوا جراء السبي الآشوري. هم اليهود الذين عاشوا في جبال كردستان. وحافظوا علی تراث عريق عمره 2700 عام).
وهناك من يقول ٳنّ ٲوائل اليهود الذين قدموا إلی كردستان كان في ٲيام الهيكل الأول، حيث هناك بعض الاكراد اليهود ينسبون اصلهم الی سبط بنيامين ـ شقيق يوسف بن يعقوب ـ الذي ٲجلاه البابليون الی كردستان، حيث بقي يهود كردستان علی حالهم حتی عام 586 قبل الميلاد، في ظل مملكة ماد الكردية، إلی ان حدث النفي الكبير لليهود الی بابل، وصارت بابل أكبر منفی للیهود، وقد عاشوا الاكراد الیهود خلال تلك الفترة الطويلة معزولين بين جبال كردسنان، محافظين علی دينهم، حيث فرضت الحياة في جبال كردستان الباردة علی يهود كردستان البعد والانعزال عن بقية يهود العالم، بل حتی الانعزال عن يهود بابل.
وقد قامت في كردستان العديد من الدول والإمارات الكردية وظهرت في ٲطراف كردستان ٲمبراطوريات وسقطت، وقد فرضت الظروف والأوضاع آنذاك علی كل مجموعة كردية يهودية ساكنة في ٳحدی الاقاليم الكردستانية العيش منعزلة عن باقي المجموعات الكردية اليهودية الساكنة في الأقاليم والمقاطعات الكردستانية الأخری.

## تعداد
ويبلغ عدد الاكراد اليهود حالياً نحو 150 ألف نسمة، معظمهم نزحوا من كردستان الی إسرائيل، وذلك بعد قيامها سنة 1948م، ويعتبرون ٲنفسهم الآن ٲكراد إسرائيليين.

## الأكراد في إسرائيل

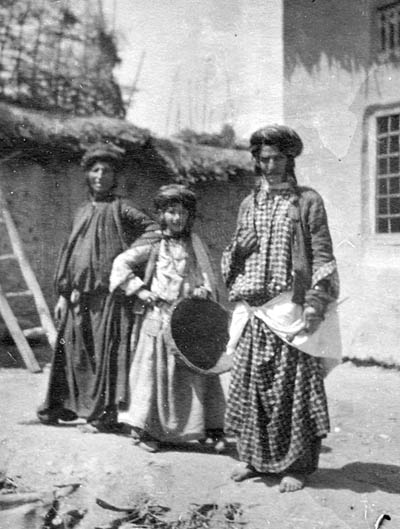
يهود أكراد في رواندوز شمال العراق، 1905

يعتبر الأكراد في إسرائيل اليوم إنّ علاقتهم بالسكان اليهود في إسرائيل كانت دائما قوية، ويذكّرون بموفدين ذهبوا إلى كردستان من القدس، من طبريا ومن صفد منذ القرن السابع عشر، وقد استثمر الكثير من اليهود الأكراد مبالغ مالية من أجل أن يُدفَنوا في أرض إسرائيل، وقد بدأت الهجرة الجماعية ليهود كردستان إلى إسرائيل منذ أن كانت الصهيونية لا تزال في بدايتها، قبل الحرب العالمية وقبل وعد بلفور، وشق الأكراد من منطقة أورمية، تبريز، وديار بكر طريقهم إلى فلسطين التاريخية، وفي الثلاثينات من القرن العشرين تم الحديث عن قرى كاملة في كردستان غادرها جميع اليهود الذين كانوا بها من أجل الاستقرار في الدولة الصهيونية الجديدة.
بعد النكبة وقيام دولة إسرائيل عام 1948، ومع عملية الهجرة “عزرا ونحميا” عام 1952، والتي هاجر فيها 125,000 يهودي من العراق إلى إسرائيل، هاجر جميع يهود كردستان العراقية إلى إسرائيل. وقد هاجر في أعقابهم أيضًا الكثير من يهود كردستان الإيرانيين بل والكثير من الأكراد الذين في تركيا.

## الثقافة
يتمسكون اليهود الكرد بثقافتهم الكردية، ويحافظون علی عاداتهم وتقاليدهم الكردية، ويعبرون في مناسبات عديدة عن ولآئهم لكردستان، يتميزون الاكراد اليهود في دولة ما تسمى إسرائيل بمأكولاتهم الكردية، ٲشهر تلك الأكلات هي : ( الكُبة والأرز مع الاوراق الخضراء وورق العنب المحشوّ ٲو يابراخ ) والتي نقلوها من كردستان الی الكيان الصهيوني، ويحتفلون الاكراد أيضاً سنوياً بمناسبة تدعی ـ سهرنا ـ وهي توازي ٲحتفال ـ نوروز ـ في كردستان، ويتم إقامة احتفال سهرنا في شهر أيلول بموازاة عيد العرش الیهودي، وتشتمل احتفال سهرنا علی ٲمور أخری مثل أغاني ورقصات كردية، والعزف علی الآلتين الكرديتين (دٓهول وزورنا)، وخروج العوائل الكردية اليهودية في ذلك اليوم بشكل جماعي الی الحدائق والولائم الكثيرة، ورغم قلة عددهم ٳلا انهم يملكون تراثاً ثقافياً كردياً غنياً، يشهدون لهم بقية الشعوب الیهودية في دولة الكايان الغاصب.

### الامرأة الباسلة
إحدى الشخصيات الشهيرة في التاريخ الكردي اليهودي هي عالمة الدين أسيناث برزاني، التي عاشت في القرن السابع عشر ضمن الجالية الكردية في الموصل.